# Nkhata Bay (distrikt)
Nkhata Bay är ett av Malawis 28 distrikt och ligger i Northern Region. Huvudort är Nkhata Bay.